# ヴェンゴジェヴォ郡
ヴェンゴジェヴォ郡（ポーランド語: Powiat węgorzewski）は、北ポーランドのヴァルミア＝マズールィ県にあり、ロシアと国境を接する地方自治体。2002年、ギジツコ郡の北部から分離された。郡都であり唯一の町であるヴェンゴジェヴォは、県都であるオルシュティンの北東95kmに位置する。
郡は693.43km2の面積がある。2006年の統計で、郡全体の人口が23,641人である。

## 近隣の郡
東部はゴウダプ郡、南部はギジツコ郡、西部はケントシン郡と接している。また、北部はロシア（カリーニングラード州）と接している。

## 下位自治体
郡は3つの下位自治体に分割される（1つの町、2つの村）。なお、人口順に並べてある。
| 名称                     | 種類 | 面積（km2） | 人口（2006年） | 中心地           |
| ------------------------ | ---- | ----------- | -------------- | ---------------- |
| グミナ・ヴェンゴジェヴォ | 町   | 341.1       | 17,092         | ヴェンゴジェヴォ |
| グミナ・ポジェズドジェ   | 村   | 177.3       | 3,498          | ポジェズドジェ   |
| グミナ・ブドリ           | 村   | 175.0       | 3,051          | ブドリ           |